# Georg Raphel

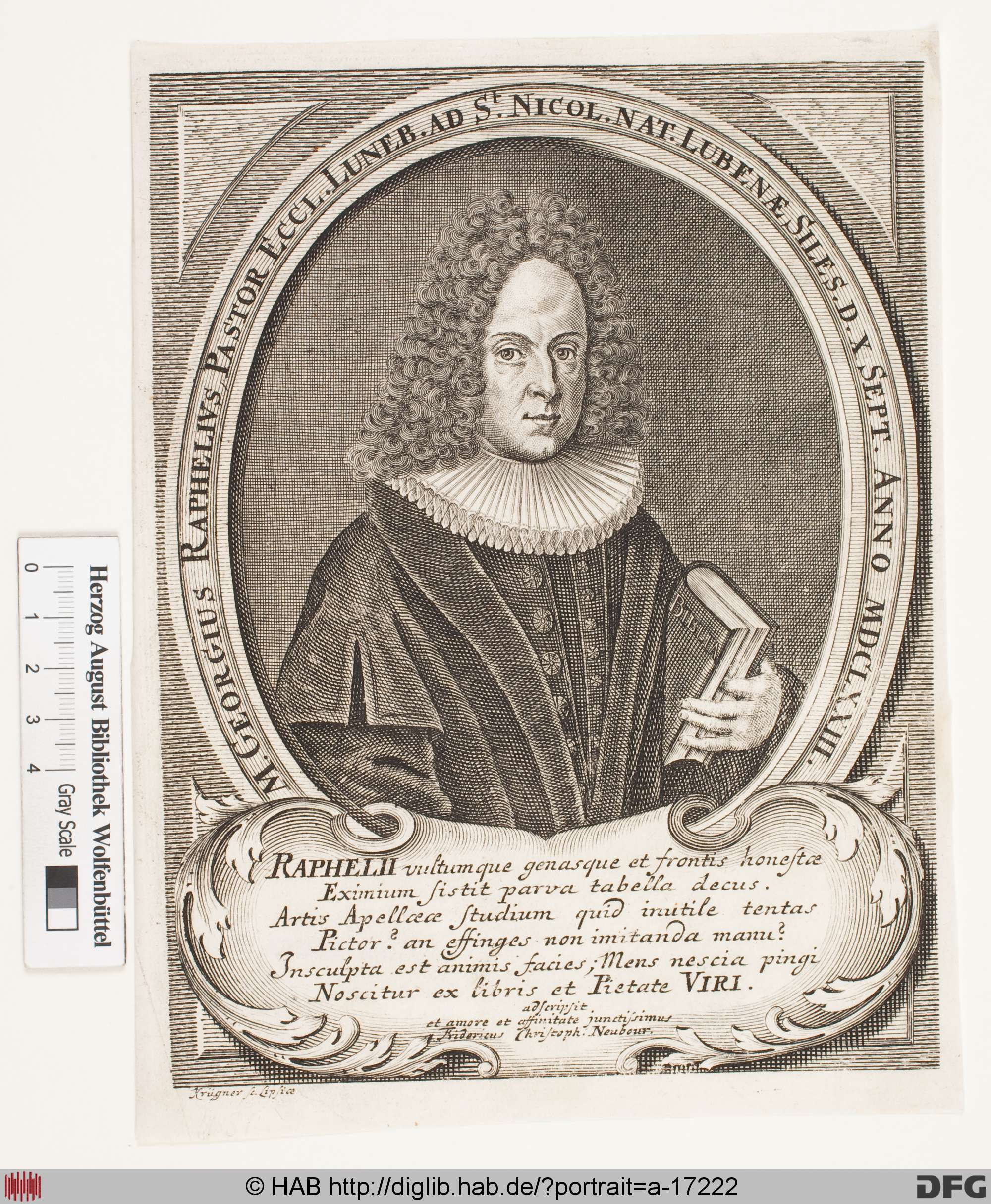
Johann Gottfried Krügner der Ältere: Georg Raphel (1723)

Georg Raphel (* 10. September 1673 in Lüben (Schlesien); † 5. Juni 1740 in Lüneburg) war ein deutscher lutherischer Geistlicher.

## Leben

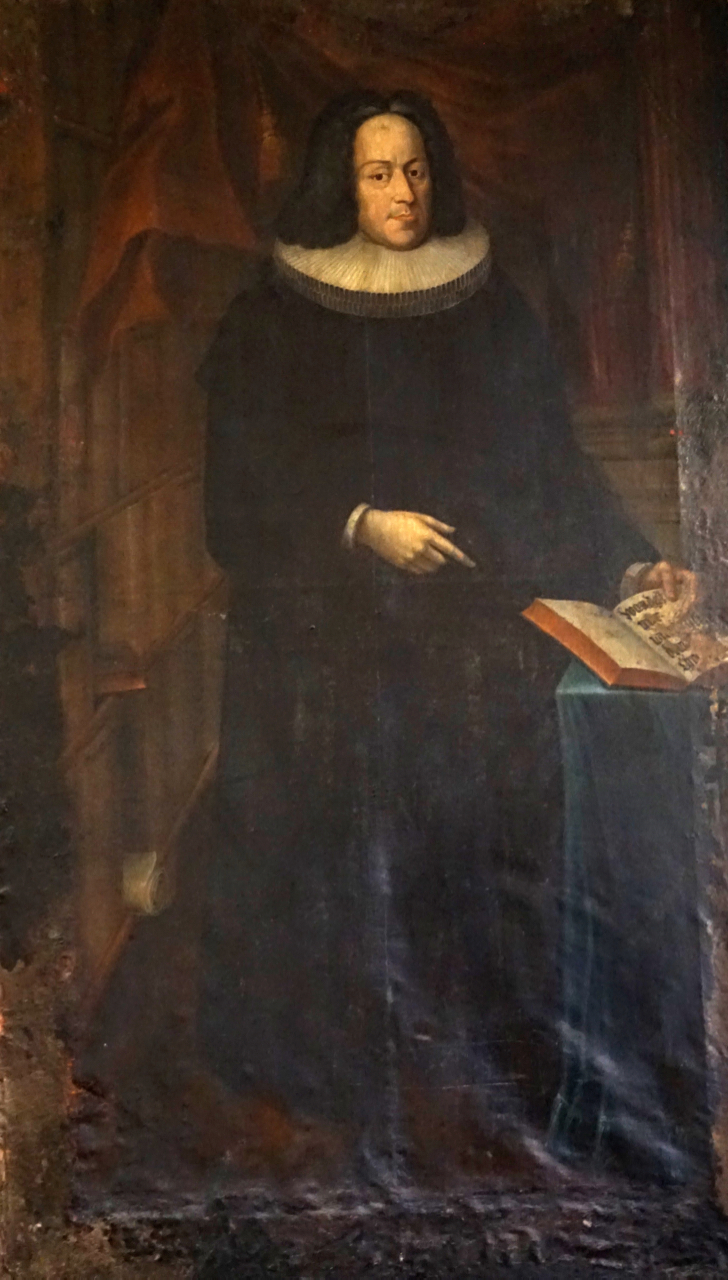
Porträt Georg Raphels in der Johanniskirche Lüneburg

Georg Raphel besuchte ab 1688 das Elisabethanische Gymnasium in Breslau und ab 1691 für fünf Jahre das Akademische Gymnasium in Hamburg. Er studierte ab Ostern 1695 an der Universität Rostock, wo er im Wintersemester 1695/1696 zum Magister der Philosophischen Fakultät promoviert wurde und sechs Jahre blieb. 1702 wurde er Conrektor am Johanneum Lüneburg, bis er 1714 als Nachfolger von Johann Christopher Jauch Pastor an St. Nicolai wurde. 1721 wurde er zum Pastor am Hamburger Dom erwählt; da das Besetzungsrecht hinsichtlich dieser Pastorenstelle zwischen dem Domkapitel und dem Hamburger Rat streitig war, nahm er diese Berufung nicht an. 1725 wurde er, ebenfalls als Nachfolger Jauchs, Superintendent in Lüneburg. 1727 erhielt er erneut einen Ruf nach Hamburg, diesmal an die Hauptkirche Sankt Petri. Auch diesen Ruf lehnte er ab und blieb in Lüneburg. Neben zahlreichen eigenen Schriften fertigte er auch Übersetzungen.

## Familie
Raphel heiratete 1703 eine Tochter des mecklenburgischen Rats Neubaur und hatte mit ihr sechs Kinder, von denen drei taubstumm waren und seiner besonderen Fürsorge in der Erziehung bedurften; seine Publikation zur Taubstummenerziehung wurde noch im 19. Jahrhundert neu aufgelegt. Sein ältester Sohn, der Magister Johann Georg Raphel, studierte ebenfalls in Rostock und wurde Rektor in Zellerfeld. Seine Tochter Anna Margarethe heiratete 1747 den Philologen Konrad Arnold Schmid.